# Політипія
Політипія, політипізм — явище існування у мінералів (елементів або сполук) двох або більше кристалічних структур шаруватого типу, які відрізняються послідовністю чергування і кутами повороту кристалографічно схожих шарів. Являє собою окремий випадок поліморфізму. Структури, побудовані з однакових або схожих шарів, або пакетів з різною послідовністю їх чергування, наз. політипними модифікаціями, або політипами.
Симетрія кристалічної структури політипу визначається способом упаковки шарів. Параметри ґраток політипів у площині шару однакові, а в напрямі, перпендикулярному шарам, різні і завжди кратні відстані між сусідніми шарами.
Для позначення політипів звичайно використовують символи Л. З. Рамсделла, в яких цифрою вказується число шарів або пакетів в елементарній комірці, а наступною за цифрою буквою — тип комірки (С — кубічна, Q — тетрагональна, Н — гексагональна, О — ромбічна, М — моноклінна, ТС — триклінна, R — ромбоедрична, Т — тригональна).
Наприклад, відомі политипні модифікації 2Н і 3R молібденіту, 2Н, 4Н, 3R вюртциту і 6Н, 8Н, 10Н, 9R, 12К, 15R і ін. його штучних аналогів, 1М, 2M1, 2M2, ЗТ, 6Н, 2О — слюди. Цифровий індекс праворуч внизу від букви використовують для розрізнення структур (політипів), що належать до однієї сингонії.